# Tomáš Fenyk
Tomáš Fenyk (30 gennaio 1979) è un ex calciatore ceco, di ruolo centrocampista.

## Caratteristiche tecniche
È un centrocampista centrale.

## Carriera

### Club
Vanta 55 presenze in 1. liga, totalizzate vestendo le maglie di Marila Pribram e Bohemians Praga.